# Darwin Cerén
Darwin Adelso Cerén Delgado (ur. 31 grudnia 1989 w Quezaltepeque) – salwadorski piłkarz grający na pozycji defensywnego pomocnika w klubie CD Águila i reprezentacji Salwadoru.

## Kariera klubowa
Cerén jest wychowankiem Juventud Independiente. W czasie jego występów klub awansował do Primera División. W klubie zaliczył ponad 80 meczów, zdobywając 15 bramek. W 2014 roku przeniósł się do Orlando City. W 2015 roku klub rozpoczął grę w MLS. Tam spędził dwa lata. Następnie przeniósł się do San Jose Earthquakes. Zadebiutował w 5 kwietnia 2016 w meczu z New York City. W 2017 roku zaliczył transfer do Houston Dynamo. Z klubem zdobył U.S. Open Cup.

## Kariera reprezentacyjna
W reprezentacji Salwadoru zadebiutował 24 maja 2012 w meczu z Nową Zelandią. Pierwszego gola zdobył w towarzyskim starciu z Wenezuelą 22 maja 2013 roku. Znalazł się w kadrze Salwadoru na Złoty Puchar CONCACAF 2013, 2015, 2017, 2019 i 2021.